# Alan Wren
Alan John Wren, noto anche con lo pseudonimo di Reni (Manchester, 10 aprile 1964), è un batterista inglese, membro degli Stone Roses.
Ha fatto parte degli Stone Roses dal 1984 al 1996, anno dello scioglimento della band. Con lui il gruppo pubblicò due dischi, nel 1989 e nel 1994.
Dal 2011 è di nuovo negli Stone Roses fino allo scioglimento definitivo pochi anni dopo.
Reputato uno dei migliori batteristi della sua generazione, contribuì a forgiare il tipico suono della scena Madchester della fine degli anni Ottanta.